# Каругате
Каругате, Каруґате (італ. Carugate) — муніципалітет в Італії, у регіоні Ломбардія,  метрополійне місто Мілан.
Каругате розташоване на відстані близько 480 км на північний захід від Рима, 15 км на північний схід від Мілана.
Населення — 14 465 осіб (2012).
Покровитель — Marcellina.

## Демографія
Населення за роками:

Станом на 1 січня 2023 року в муніципалітеті офіційно проживали 1234 іноземці з 62 країн, серед них 698 громадян країн Євросоюзу та 41 громадянин України.

## Сусідні муніципалітети
- Аграте-Бріанца
- Бругеріо
- Буссеро
- Капонаго
- Чернуско-суль-Навільйо
- Пессано-кон-Борнаго